# Casper, l'apprenti fantôme
Pour les articles homonymes, voir Casper.
Pour plus de détails, voir Fiche technique et Distribution.
Casper, l'apprenti fantôme (Casper: A Spirited Beginning) est un film américain réalisé par Sean McNamara et sorti directement en vidéo en 1997. 
Produit par la 20th Century Fox, il s'agit du deuxième film en prises de vue réelles mettant en scène Casper le gentil fantôme, après Casper de Brad Silberling, sorti en 1995.

## Synopsis
Casper le fantôme est projeté par accident dans le monde des humains. Il croise la route de Chris, 10 ans. Ce garçon solitaire est le bouc-émissaire des garçons de son école et est négligé par son père, qui ne pense qu'au travail, qui veut d'ailleurs détruire le manoir dans lequel habite les trois oncles de Casper, Teigneux, Crado et Bouffi. Mais un jour, Chris et Casper disparaissent...

## Fiche technique
- Titre original : Casper: A Spirited Beginning
- Titre français : Casper, l'apprenti fantôme
- Réalisation : Sean McNamara
- Scénario : Jynn Magon et Thomas Hart
- Photographe : Christian Sebaldt
- Musique : Udi Harpaz
- Producteur délégué : Mike Upton
- Sociétés de production :  20th Century Fox, Home entertainment, Saban entertainment, Harvey entertainment Cie, Mike Elliott
- Budget : 55 000 000 $
- Pays d'origine :   États-Unis
- Langue : anglais
- Genre : Fantastique
- Durée : 93 minutes
- Dates de sortie : 
  - États-Unis : 9 septembre 1997 (en VHS)
  - France : septembre 1997 (en VHS)

## Distribution
- Steve Guttenberg (VF : Franck Capillery) : Tim Carson, le père de Chris
- Brendan Ryan Barrett : Chris Carson
- Lori Loughlin (VF : Brigitte Berges) : Sheila Fistergraff
- Jeremy Foley (VF : Hervé Grull) : Casper (voix)
- Jim Ward (VF : Daniel Lafourcade) : Teigneux (voix)
- Jess Harnell (VF : Michel Tugot-Doris) : Bouffi (voix)
- Bill Farmer (VF : Gilbert Lévy) : Crado (voix)
- James Earl Jones (VF : Tom Novembre) : Crapule (voix)
- Pauly Shore (VF : Pascal Légitimus) : Grognon (voix)
- Rodney Dangerfield (VF : Raoul Delfosse) : Maire Johnny Hunt
- Richard Moll : Principal Rabie
- Michael McKean (VF : Philippe Peythieu) : Bill Case
- Shannon Chandler : Jennifer
- Steven Hartman : Brock Lee
- Logan Robbins : Danny
- D'Juan Watts : Leon
- Ben Stein : Grocer
- Brian Doyle-Murray : Foreman Dave
- Edie McClurg : Librarian
- Sherman Hemsley : Grocer
- Casper Van Dien : Bystander
- Michael McDonald : Sarcastic Protester
- Debi Mazar : Angie Lyons

## Autour du film
- Bien qu'étant le deuxième film de la saga, l'intrigue de celui-ci se déroule avant le premier, comme le titre original le prouve ("Casper: A Spirited Beginning", "beginning" signifiant "début" en français). Cela explique d'ailleurs que Casper ne connaisse pas encore Crado, Crapule et Grognon, alors qu'il les connait dans le précédent film.
- Shannon Chandler incarnait le personnage de Jo dans la série télévisée Beetleborgs (dans seulement quelques épisodes). D'ailleurs, comme un clin d'œil à cette série, le héros, Chris, dispose de nombreux jouets dérivés de cette série dans sa chambre. Il s’agit or d’un prequel.

## La saga Casper
- 1995 : Casper, de Brad Silberling
- 1997 : Casper, l'apprenti fantôme (Casper: A Spirited Beginning), de Sean McNamara
- 1998 : Casper et Wendy, de Sean McNamara